# ثمریت
شهرستان ثمریت (به عربی:  ولایة ثمریت ) یکی از شهرستان‌های استان ظفار در کشور پادشاهی عمان است.
ولایت ثمریت در جنوب بادیه ظفارواقع شده‌است.برای آشنایی بیشتر با ثمریت و سایر شهرهای استان ظفار می‌توانید کتاب عمان از دریچه صلاله را مطالعه کنید
https://taaghche.com/book/227188

## گذران زندگی مردمثمریتیت
مردم ثمریت نیز مانند سایر مردم استان ظفار به شغل دامپروری و دامداری اشتغال دارند. منطقه ظفار به تجارت «اللبان» معروف است، مردم این منطقه ماده «اللبان» از درختی که به همین نام مشهور است می‌گیرند وجمع آوری می‌نمایند و در بازاری که به همین نام معروف است «السوق اللبان العمانی» یعنی (بازار اللبان عمانی) می‌فروشند. صناعت گلیم بافی، وچادر سازی ومنتوجات چرم در این منطقه رواج فراوان دارد.

## کاروان‌های بازرگانی
هنوز مانند دوران قدیم قافله‌های تجارتی در منطقه ظفار وجود دارد وگروهی از مردم این منطقه کاروان‌های بازرگانی از صدها شتر در موسم جمع اللبان تشکیل می‌دهند وکاروانسالان با تجربه این کاروان‌های به سوی نقاط مختلف می‌رانند وتجارت اللبان مانند سابق از مهم‌ترین اقتصاد این منطقه گسترده‌است.

## آثار باستانی ثمریت
از مهم‌ترین آثار تاریخی در شهرستان ثمریت: آثار مکتشف شده
«شهر وبار» است که در «نیابة الشصر» واقع شده‌است.
همچنین آثار واحه «هانون» یکی مواقع تجمع کاروان‌های تجارت اللبان در دوران قدیم است که هنوز باقی‌مانده‌است. همچنین یک چشمه آب شیرین وگوارا در پایه کوه وجود دارد که
کاروان‌ها در کنار آن اتراق می‌نموده‌اند.
ش